# Thurman Barker
Pour les articles homonymes, voir Barker.
Thurman Barker, né le 8 janvier 1948 à Chicago (Illinois), est un batteur et percussionniste américain de jazz.

## Biographie
À 16 ans, Barker a sa première expérience professionnelle avec Mighty Joe Young (en). Il passe ensuite son baccalauréat à l'Empire State College (en), puis étudie au Conservatoire américain de musique (en) sous la direction de Harold Jones et à l'Université Roosevelt. Il est ensuite accompagnateur de Billy Eckstine, Bette Midler et Marvin Gaye. Il est percussionniste attitré du Shubert Theater de Chicago pendant dix ans. En 1968, il se joint au premier ensemble de Joseph Jarman et devient peu après membre de l'AACM à ses débuts. Il joue à la fin des années 1960 et dans les années 1970 avec Muhal Richard Abrams, Pheeroan akLaff, Anthony Braxton, Billy Bang, Henry Threadgill et Kalaparusha Maurice McIntyre (en). Il enregistre et tourne à nouveau avec Braxton en 1978-80 et avec Sam Rivers en 1979-80. En 1985, il joue dans un trio avec Jarman et Rivers, et en 1987, il joue du marimba avec Cecil Taylor.
Dans les années 1990, Barker se focalise davantage sur la composition. Son œuvre Dialogue (1994) est créée au Merkin Concert Hall de New York, et il compose Expansions (1999) pour le Woodstock Chamber Orchestra. Depuis 1993, il enseigne au Bard College, où il est actuellement professeur de musique. En 1999, il est conférencier invité à l'université Smolny de Saint-Pétersbourg, en Russie.